# Рысак

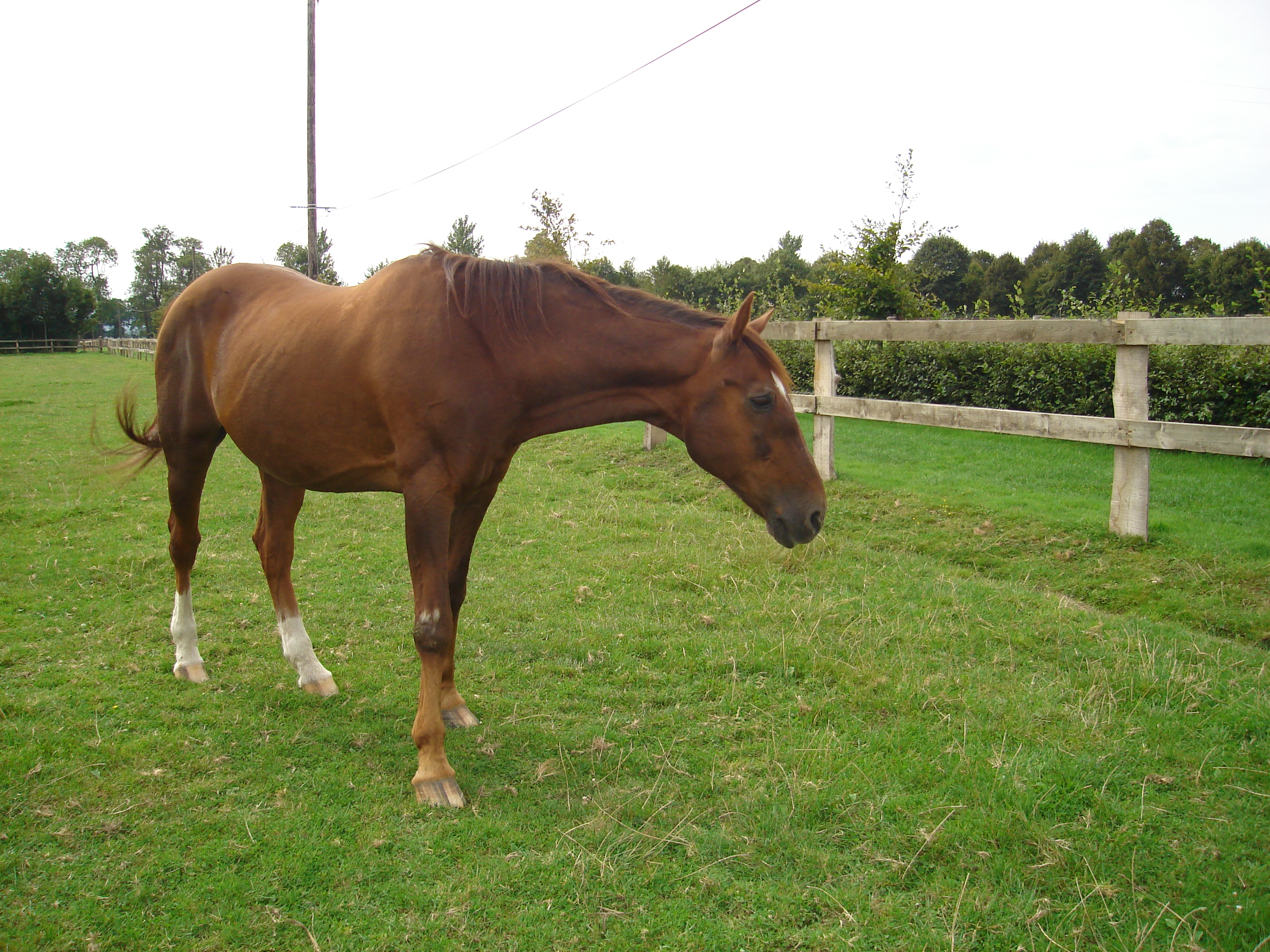
Французский рысак Урази

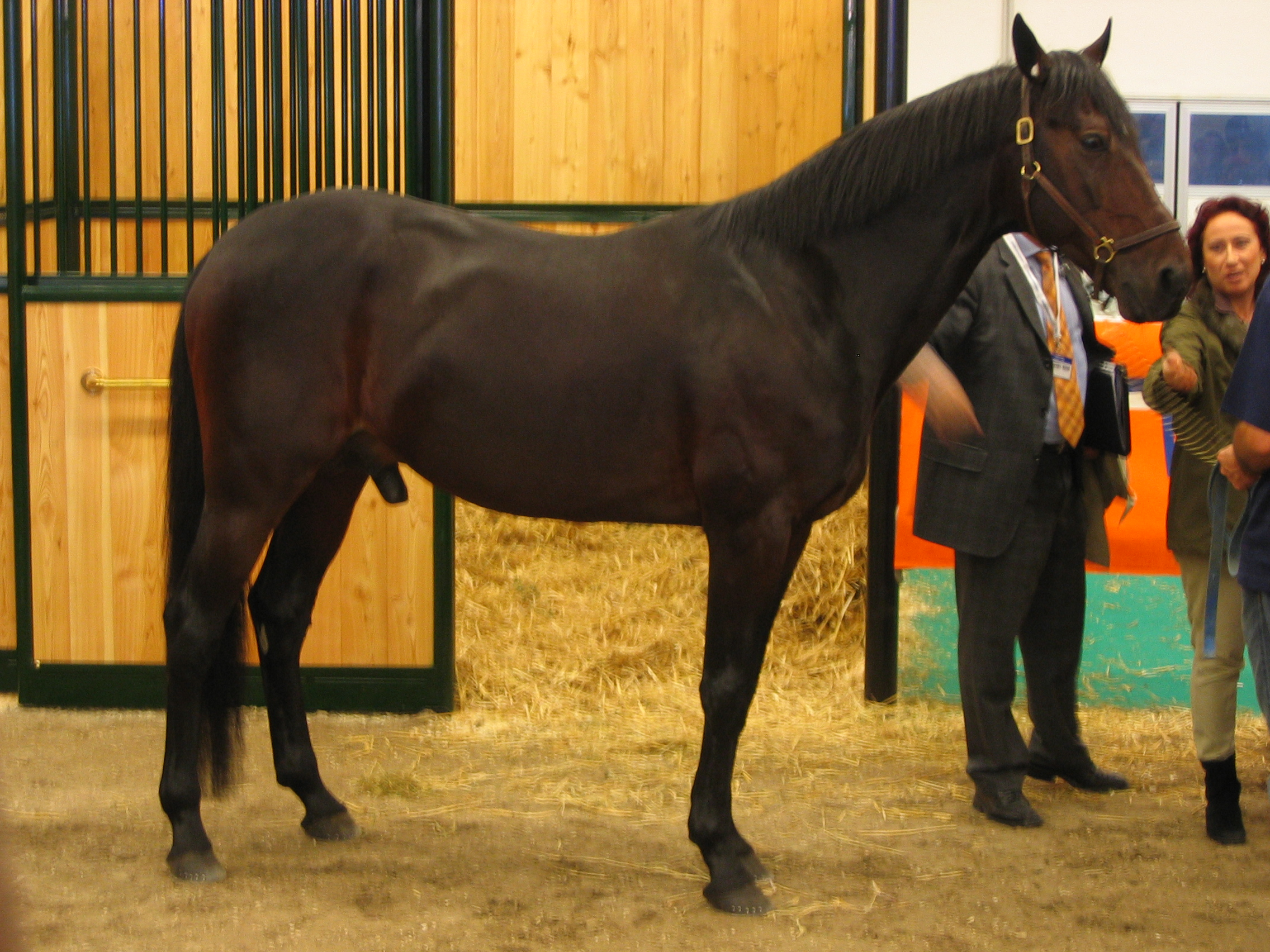
Франко-американский рысак Варенн, рекордист среди полукровных рысаков (1 мин 51,1 с) на выставке Fieracavalli в Вероне (Италия, 6 ноября 2006)

Рыса́к (рысистая лошадь) — лошадь, способная к бегу быстрой, устойчивой рысью. 
Было выведено несколько пород рысистых лошадей, разводимых для рысистых бегов (испытаний рысистого хода) на ипподромах, «на резвость» (время пробега определённой дистанции).

## Породы
Сегодня в мире основными породами рысистых лошадей (рысаков) считаются три:
- орловский рысак;
- американский рысак (произведён от канадских и английских чистокровных лошадей, масть разнообразна, отличается хорошей производительностью и быстротой[4]) (стандартбредная порода);
- французский рысак.

Существуют также различные помеси между этими породами. Помеси между американским и орловским рысаками в 1949 году были официально выделены в породу русский рысак. Помимо этих пород рысаков существуют так называемые скандинавские породы рысаков. Эти лошади первоначально были выведены не для рысистых бегов, а как рабочие тяжелоупряжные. К ним относят родственные между собой породы:
- норвежская лошадь деле гудбрансдален,
- финская тяжелоупряжная лошадь,
- северо-шведская упряжная лошадь.

Древние скандинавские породы лошадей использовались как рабочие тяжеловозы на лесопилках, однако в XIX веке в период массового увлечения европейцев рысистыми бегами стали проходить испытания рысью на ипподромах. Сегодня большая часть поголовья этих лошадей выступает на ипподромах Финляндии, Швеции и Норвегии, как и рысаки специализированных пород.

## Рекорды
Если взять дистанцию в одну милю как основную для рысаков, то рекорды на этой дистанции будут следующие:
- американо-французская помесь (жеребец Varenn) — 1 минута 50,6 секунды,
- американский рысак (жеребец Pine Chip) — 1 минута 51 секунда, . В 2018 году новый рекорд установил - Six Pack - 1.49,1  ;  2015 г.р. , он правнук Вэлли Виктори.
- французский рысак (жеребец Love You) — 1 минута 52,2 секунды,
- орловский рысак (жеребец Ковбой)— 1 минута 57,2 секунды,
- русский рысак (жеребец График) — 1 минута 57,5 секунды,
- скандинавские лошади — 2 минуты 6 секунд (принадлежит рысаку финской породы).

Рысистые бега на крупнейшем в мире беговом ипподроме в Венсене (Франция)
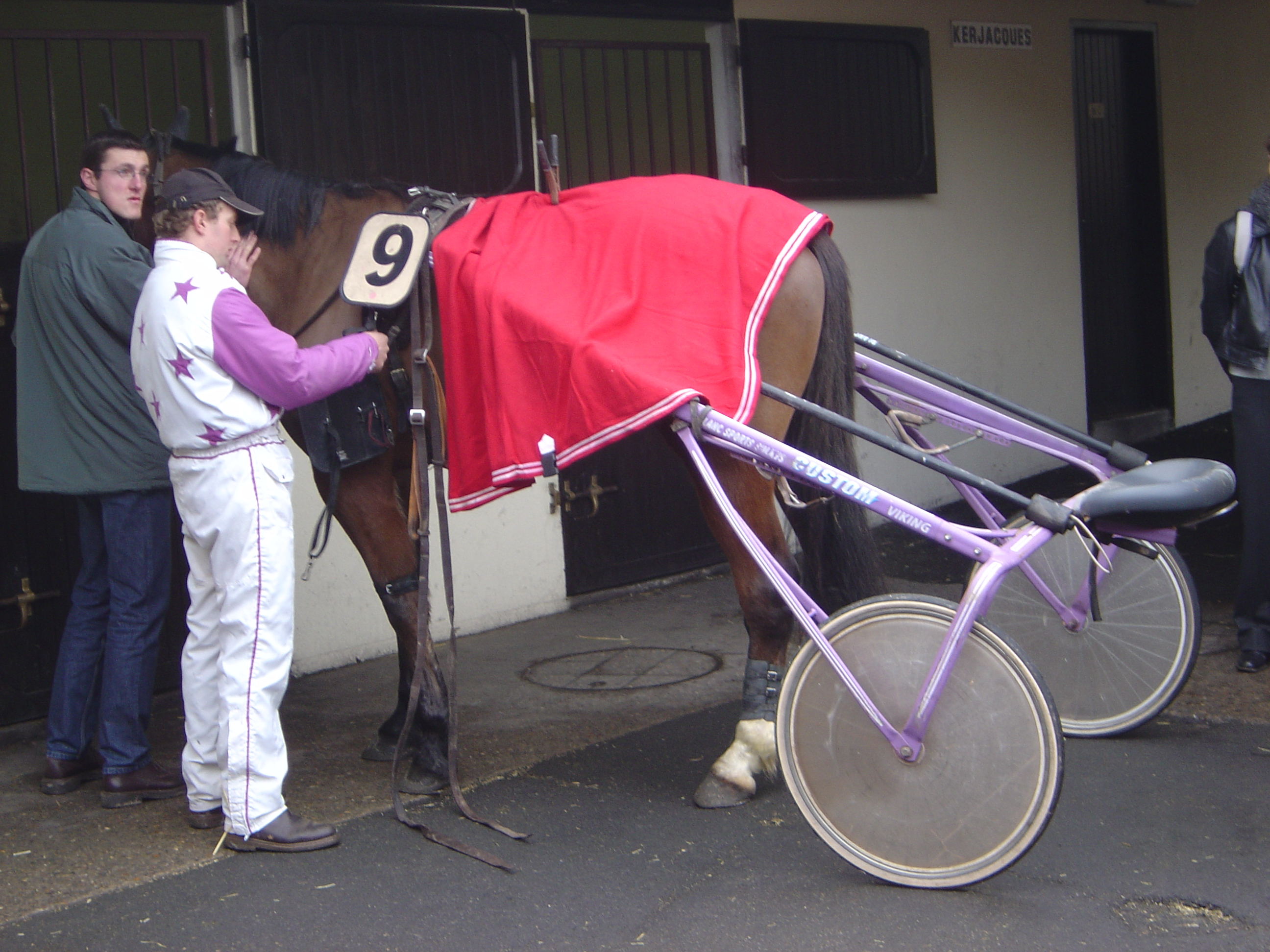
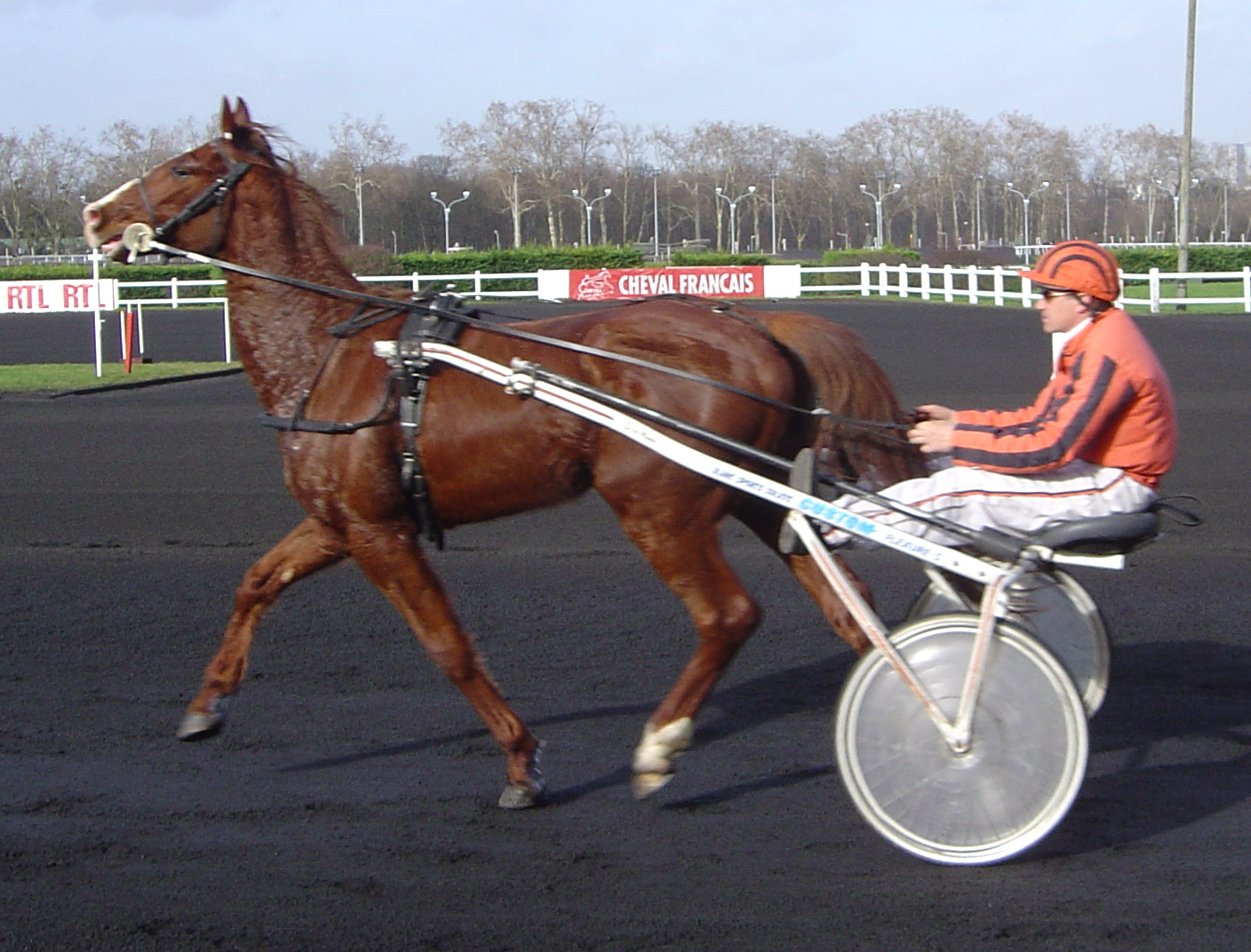
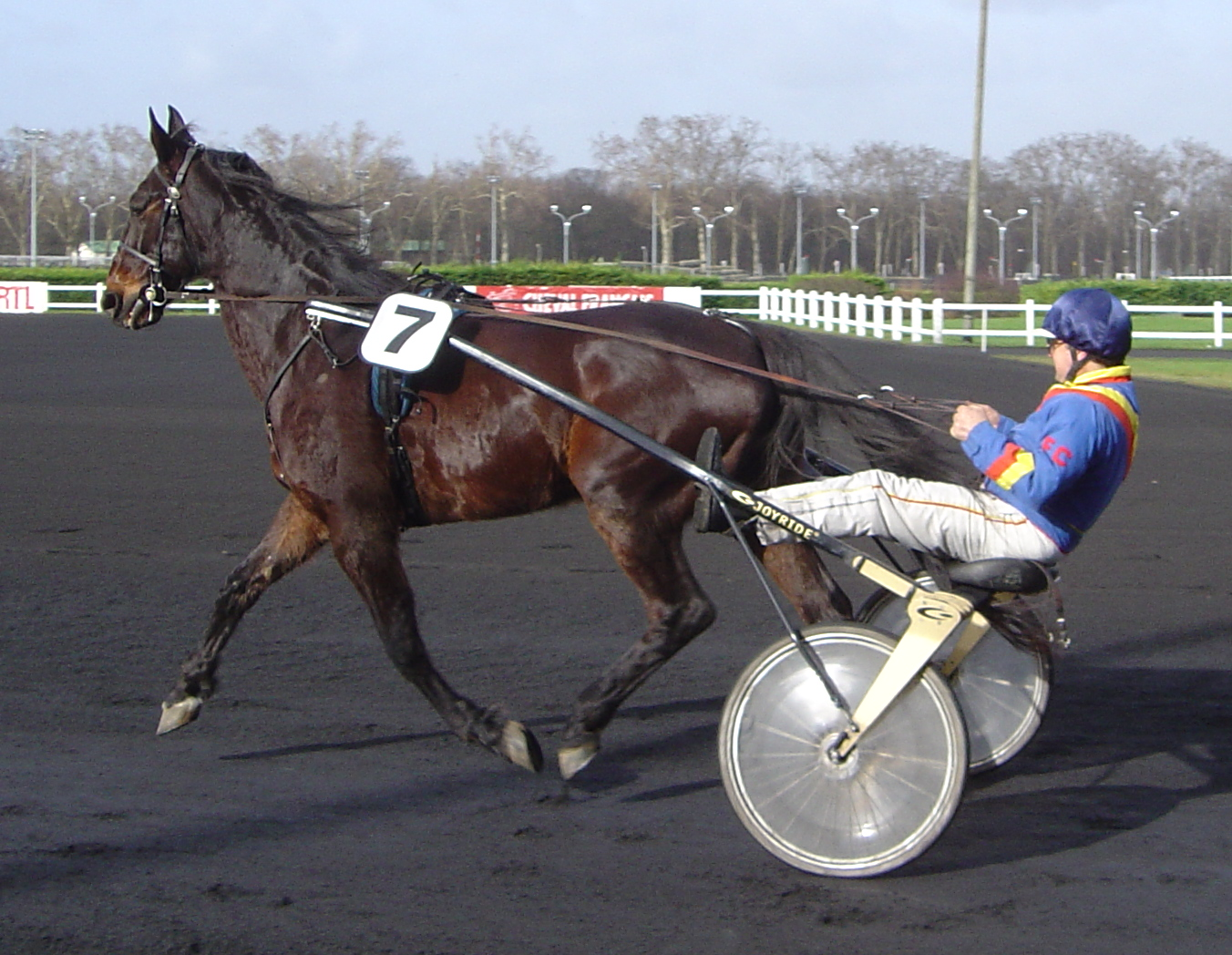